# アレ (芸能事務所)
株式会社アレ（英文社名︰area inc.）は、東京都渋谷区に所在する芸能事務所である。

## 所属俳優
※2023年10月12日閲覧時点。

### 男性
- 杉田雷麟
- 内田周作
- 山中雄輔
- 飯田隆裕
- 松尾英太郎

### 女性
- 宮本なつ
- 中澤梓佐
- 滝沢めぐみ
- 金井玖妃

## 過去の所属俳優
- 栗原寛孝（現芸名：竹田光呂）
- 駒田裕亮
- 久場雄太
- 小出水賢一郎
- 高橋龍駒
- 植村宏司
- 桜井ユキ
- 星野かよ
- 秋葉美希

## グループ会社
- ブレス (芸能事務所)
- 有限会社グリスト
- カクタス (芸能事務所)